# Amphipithecus
Amphipithecus mogaungensis («мавпоподібна істота Моґаунга», походить від давньогрецького ἀμφί, amphi — «навколо» та pithēkos, pithecus, що означає «мавпа») — примат, який жив у пізньоеоценовій М'янмі. Разом із іншим приматом Pondaungia cotteri, обох важко віднести до ряду Примати. Те, що мало відомо, свідчить про те, що вони не є ні адапіформними, ні омомієвими приматами, двома з найдавніших груп приматів, які з'явилися в літописі скам'янілостей. Глибокі нижні щелепи та моляри нижньої щелепи з низькими широкими коронками вказують на те, що обидва вони є вищими приматами, хоча для подальшого порівняння потрібно більше матеріалу. Зуби також дозволяють припустити, що це були плодоїдні примати з масою тіла 6–10 кг.